# چاناقچی علیا
چاناقچی علیا روستایی از توابع بخش خرقان شهرستان زرندیه در استان مرکزی ایران است.

## جغرافیا
روستای چناقچی علیا در دهستان دوزج از توابع بخش خرقان شهرستان زرندیه واقع شده‌است. ارتفاع این روستا از سطح دریا ۲۴۰۰ متر و آب و هوای آن معتدل در فصول گرم و بسیار سرد در فصل زمستان است.

## جمعیت
براساس سرشماری مرکز آمار ایران در سال ۱۳۸۵، جمعیت آن ۲۶۲ نفر (۷۴ خانوار) است.

### جمعیت‌شناسی
| متن عنوان | متن عنوان |
| --------- | --------- |
| ۱۳۴۵      | ۵۰۱       |
| ۱۳۵۵      | ۳۹۶       |
| ۱۳۶۵      | ۲۹۹       |
| ۱۳۷۰      | ۳۳۲       |
| ۱۳۷۵      | ۲۷۸       |
| ۱۳۸۰      | ۱۱٫۴      |
| ۱۳۸۵      | ۲۶۲       |

## مردم
روستای چاناقچی در گذشته‌ای نه چندان دور تا اواسط دهه ۱۳۸۰ خورشیدی، ساکنانی به دو کیش مسلمان و مسیحی داشت که اکنون مسیحیان این منطقه جهت گذراندن اوقات فراغت یا برگزاری مراسم مذهبی همچون عید تبرک انگور در روستا و منطقه حاضر می‌شوند.

مسجد و کلیسا

## فرهنگ
غذاهای محلی چناقچی علیا عبارتند از: کپمه، کله جوش، خورشت اسفناج، خورشت کنگر و خورشت کرفس. آش‌های محلی این روستا نیز معروف است از آن جمله می‌توان به آش انار، شیله، آش ترش، آش رشته و آش بی بی سه شنبه اشاره کرد. صنایع دستی این روستا شامل انواع جوراب‌های دستباف پشمی رنگارنگ و قالی و قالیچه با طرح‌های محلی اراک است. مهم‌ترین سوغات این روستا شامل انواع خشکبار، نان فطیر و صنایع دستی روستا است.

## اقتصاد
شغل اصلی ساکنان کشاورزی و دامپروری است. و محصولاتی چون غلات، سیب‌زمینی، گندم، گردو، بادام، انگور تولید می‌شود و صنایع دستی چون قالی بافی، گلیم بافی نیز به چشم می‌خورد.

## جاذبه‌های گردشگری

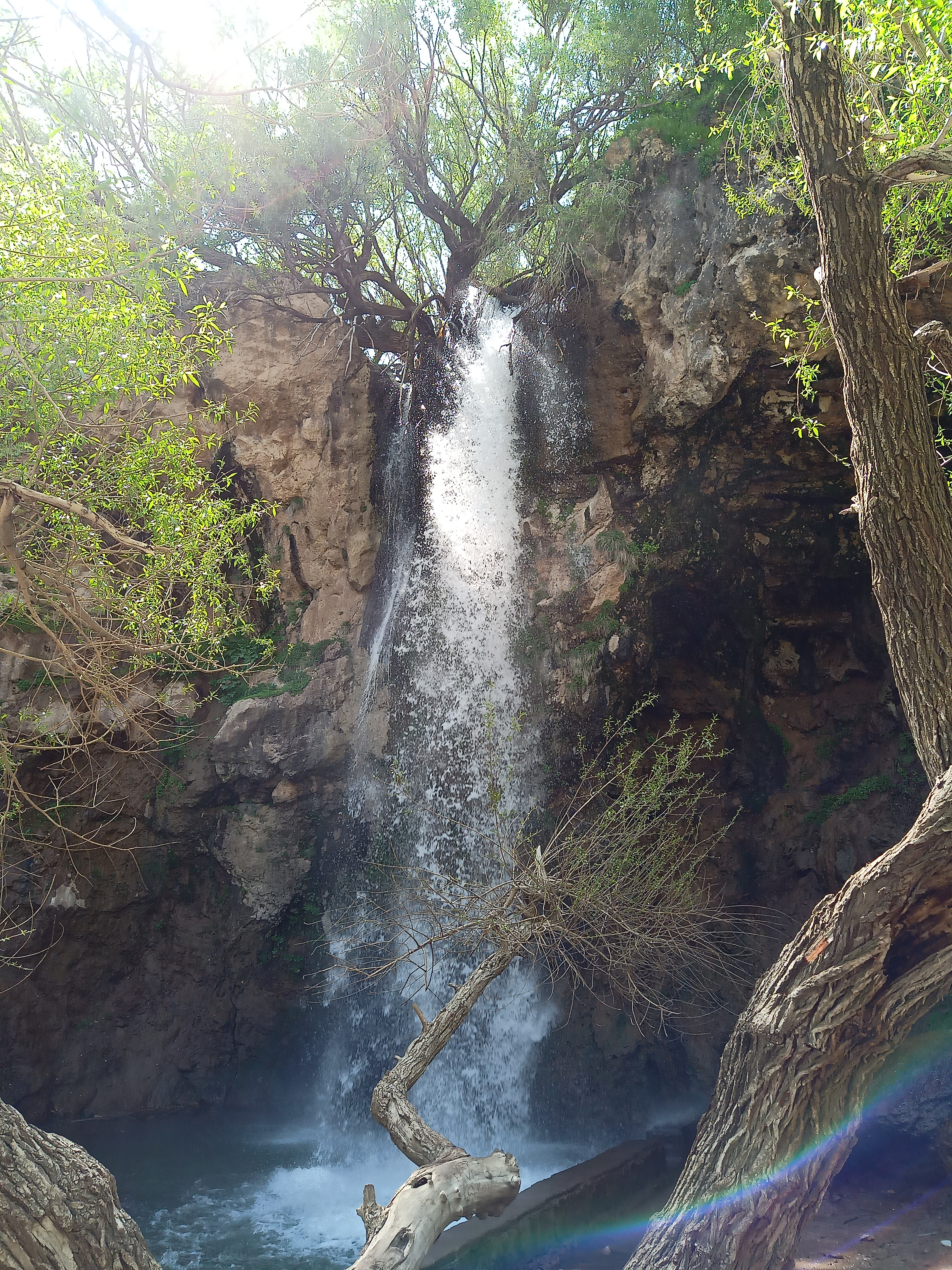

عمده‌ترین جاذبه‌های طبیعی روستا طبیعت کوهستانی، تفرجگاه‌های کوهپایه‌ای است، منظرهٔ صلیب سبز از زیباترین جاذبه‌های طبیعی روستا است، این منظره بدیع را درختان گردو در دامنه کوه پدیدآورده‌اند.
آبشار روستای چناقچی که در قسمت انتهایی روستا واقع گردیده از زیباترین آبشارهای استان مرکزی است.
همچنین کلیسای این روستا به نام کلیسای سرکیس مقدس (چاناقچی علیا) که در سال ۱۷۳۵ بنا نهاده شده و همچنان مورد استفادهٔ مسیحیان در اعیاد و مناسبت‌ها است، از جاذبه‌های گردشگری این روستا است.